# Just as I Am (album de Bill Withers)
Pour les articles homonymes, voir Just as I Am.
Albums de Bill Withers
Still Bill
(1972)
Singles
1. Harlem / Ain't No Sunshine
Sortie : juin 1971
2. Grandma's Hands / Sweet Wanomi
Sortie : octobre 1971

Just as I Am est le premier album studio du musicien de soul américain Bill Withers, sorti le 1er mai 1971 chez Sussex Records. 
L'album contient notamment Ain't No Sunshine, qui a été inclus dans la liste des 500 plus grandes chansons de tous les temps du magazine Rolling Stone à la 280e place. L'album est également connu pour le single Grandma's Hands, qui a atteint la 18e place du classement Best Selling Soul Singles et la 42e place du Billboard Hot 100.
Le magazine Rolling Stone a classé Just as I Am à la 304e place dans sa liste des 500 plus grands albums de tous les temps en 2020. 

## Contenu et enregistrement

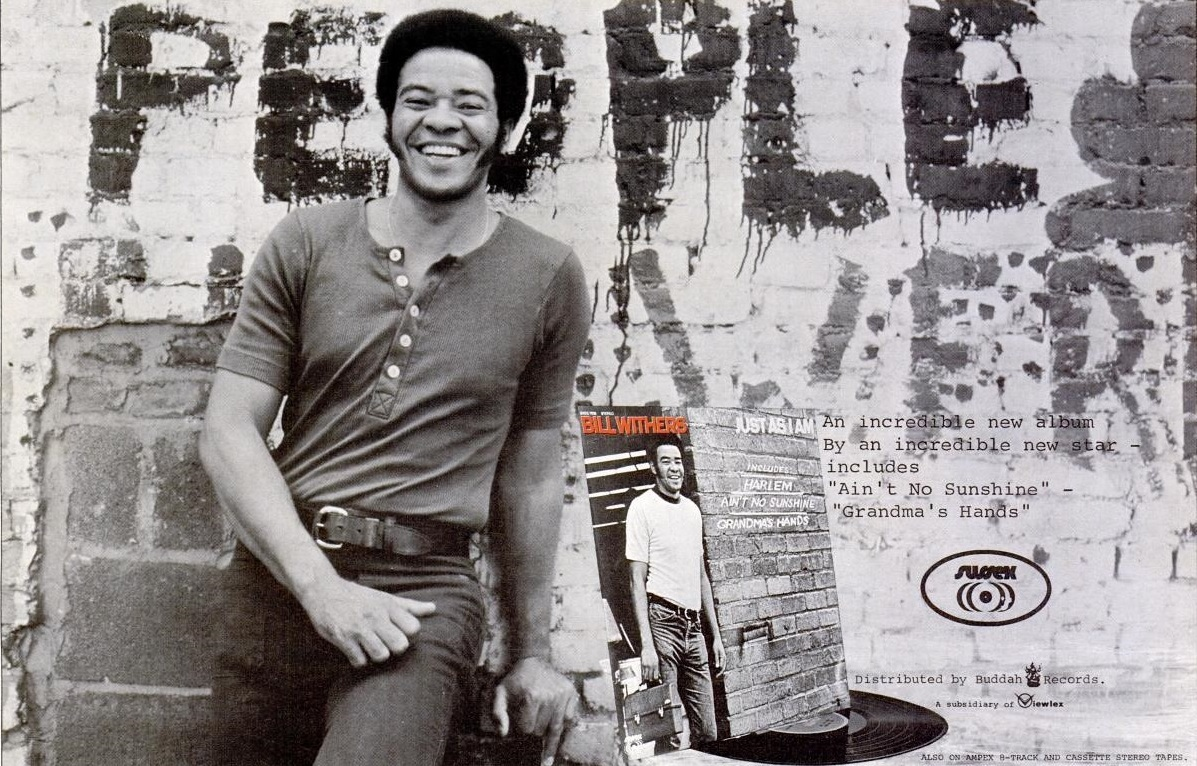
Photographie promotionnelle de Bill Withers pour l'album.

L'album Just as I Am est enregistré au cours de l'année 1971 à Hollywood, en Californie entre les studios Sunset Sound et Wally Heider. Il est produit par Booker T. Jones, qui a également arrangé et joué des claviers et des guitares sur l'album.
La pochette de l'album comporte une photographie de Bill Withers qui se trouve à côté d'un bâtiment en briques, supposé être l'usine dans laquelle il travaillait à l'époque où l'album a été enregistré, et où il montait des toilettes d'avion. Il porte un t-shirt jaune et un jean et tient une boîte à goûter. La photo a été prise par Norbert Jobst,,.

## Rééditions
Just as I Am est réédité aux États-Unis en 1985 par Columbia Records avec une pochette différente,. En 2005, l'album est réédité par Legacy Recordings sous la forme d'un DualDisc, le DVD comportant toutes les chansons en son multicanal 5.1.

## Liste des titres
Toutes les chansons sont écrites et composées par Bill Withers, sauf indication contraire.
| 1. | Harlem              |           | 3:23 |
| 2. | Ain't No Sunshine   |           | 2:04 |
| 3. | Grandma's Hands     |           | 2:00 |
| 4. | Sweet Wanomi        |           | 2:34 |
| 5. | Everybody's Talkin' | Fred Neil | 3:26 |
| 6. | Do It Good          |           | 2:53 |

| 1. | Hope She'll Be Happier |                             | 3:49 |
| 2. | Let It Be              | John Lennon, Paul McCartney | 2:35 |
| 3. | I'm Her Daddy          |                             | 3:17 |
| 4. | In My Heart            |                             | 4:20 |
| 5. | Moanin' and Groanin'   |                             | 2:59 |
| 6. | Better Off Dead        |                             | 2:16 |

## Crédits
- Bill Withers – guitare, chant
- Stephen Stills – guitare
- Booker T. Jones – guitare, claviers, arrangements
- Donald Dunn – guitare basse
- Chris Ethridge – guitare basse
- Jim Keltner – batterie
- Al Jackson Jr. – batterie
- Bobbye Hall – percussion

Production
- Booker T. Jones – producteur
- Bill Halverson – ingénieur du son
- Bill Lazerus – ingénieur du son
- Jim Golden – remix
- Sam Feldman – mastering aux Bell Sound Studios (New York)
- Norbert Jobst – conception, photographie
- Bill Withers – notes d'accompagnement

Crédits adaptés du livret de l'album.

## Classements
| Classement (1971)          | Meilleure position |
| -------------------------- | ------------------ |
| Canada (RPM 100 Albums)    | 37                 |
| États-Unis (Billboard 200) | 39                 |
| États-Unis (Top Soul LPs)  | 5                  |

| Classement (1971)         | Position |
| ------------------------- | -------- |
| États-Unis (Top Soul LPs) | 14       |